# Голди, Аннабель
Аннабель МакНиколл Голди, баронесса Голди (англ. Annabel MacNicoll Goldie, Baroness Goldie) — шотландский политик, замминистра обороны Великобритании (с 2019 года), бывший лидер Шотландской консервативной партии (2005-2011 годы), была членом Шотландского парламента (1999-2016 годы).

## Биография
Родилась 27 февраля 1950 года в Глазго, выросла в Килмаколме и Лохвиннохе в Ренфрюшире. Начальное образование получила в Академии Гринок, а затем продолжила обучение в юридическом направлении в Университете Стратклайда в Глазго.
С 1978 по 2006 год, то есть до своей политической деятельности работала адвокатом и партнером юридической фирмы Donaldson, Alexander, Russell & Shadow.

## Политическая деятельность
Голди впервые баллотировалась в Палату общин на всеобщих выборах 1992 года и заняла второе место с 32,9% голосов. 
Она была избрана в шотландский парламент на выборах 1999 года. Повторно переизбиралась в 2003, 2007 и 2011 годах. С 2005 года до 2011 года была лидером Шотландской консервативной партии. 
Она также является старейшиной Шотландской церкви и входит в Консультативный совет Армии спасения Западной Шотландии.
C 2019 года является замминистром обороны Великобритании.
В марте 2023 года заявила, что Великобритания будет поставлять Украине бронебойные снаряды с обеднённым ураном для использования их в танках «Челленджер 2».